# マッケーブ・シール法
マッケーブ・シール法（マッケーブ・シールほう、英: McCabe–Thiele method）は、化学工学の分野で、蒸留塔による2つの物質の分離をモデル化するために一般的に用いられる手法である。この方法は、各理論段数における組成が2つの成分のうちの1つのモル分率によって完全に決定されるという事実を利用している。この方法は、蒸留塔が定圧であり、液体と蒸気の流量が塔全体で変化しない（つまり、定モルオーバーフロー）という仮定に基づいている。定モルオーバーフローの仮定には、以下が必要である。
- 供給成分の一定量の液体を蒸発させるのに必要な熱量が等しいこと。
- 液体1モルが蒸発するごとに、蒸気1モルが凝縮すること。
- 物質を溶解するのに必要な熱などの熱効果は無視できること。

この方法は、1925年にウォーレン・L・マッケーブとアーネスト・シールによって最初に発表された。彼らは当時、マサチューセッツ工科大学に勤務していた。

## 作図法および使用法
2成分供給物の蒸留に関するマッケーブ・シール図は、低沸点成分の気液平衡（VLE）データ（液体と接触したときに蒸気がどのように濃縮されるか）を使用して作成される。

図1：2成分供給物の蒸留に関する一般的なマッケーブ・シール図

平面グラフ上では、両方の軸が軽質（低沸点）成分のモル分率を表す。水平（x）軸と垂直（y）軸は、それぞれ液相と気相の組成を表す。x = y線（図1参照）は、液相と気相の組成が同じである展開を表す。気液平衡線（図1の（0,0）から（1,1）までの曲線）は、平衡状態における特定の液相組成に対する気相組成を表す。水平軸からx = y線まで引かれた垂直線は、入口供給流の組成、塔頂（留出）生成物流の組成、および塔底生成物の組成を示す（図1では赤で表示）。
蒸留塔の入口供給流より上のセクションの精留部操作線（図1の緑色で表示）は、留出物組成線とx = y線の交点から始まり、L / (D + L)の下向きの傾きで、q線と交差するまで続く。ここで、Lは還流のモル流量、Dは留出生成物のモル流量である。
供給口より下の部分のストリッピング部操作線（図1のマゼンタ色で表示）は、赤い基部組成線とx = y線の交点から始まり、青いq線が緑色の精留部操作線と交差する点まで続く。

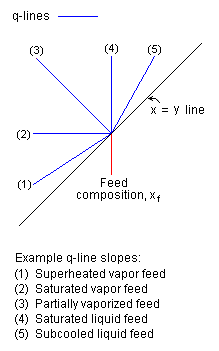
図2：q線の傾きの例

q線（図1の青色で表示）は、供給組成線とx = y線の交点と交差し、q / (q - 1)の傾きを持つ。ここで、パラメータqは供給物中の液体のモル分率を示す。例えば、供給物が飽和液体の場合、q = 1であり、q線の傾きは無限大である（垂直線として描かれる）。別の例として、供給物が飽和蒸気圧の場合、q = 0であり、q線の傾きは0である（水平線）。図1の典型的なマッケーブ・シール図は、部分的に蒸発した供給物を表すq線を使用している。図2にq線の傾きの例を示す。
操作線と平衡線の間のステップ数は、蒸留に必要な理論段数（平衡段数）を表す。図1に示す2成分蒸留の場合、必要な理論段数は6段である。
マッケーブ・シール図の作成は、必ずしも簡単ではない。還流比が変化する連続蒸留では、還流比が減少するにつれて、蒸留塔の上部における軽質成分のモル分率は減少する。新しい還流比はそれぞれ、精留部の曲線の勾配を変化させる。
定モルオーバーフローの仮定が有効でない場合、操作線は直線にならない。気液平衡データとエンタルピー濃度データに加えて、質量収支とエンタルピー収支を使用すると、ポンション・サヴァリ法（Ponchon–Savarit method）を使用して操作線を作成できる。
混合物が共沸混合物を形成できる場合、その気液平衡線はx = y線と交差し、理論段数に関係なくそれ以上の分離を妨げる。